# NGC 1979
NGC 1979 é uma galáxia elíptica (E-S0) localizada na direcção da constelação de Lepus. Possui uma declinação de -23° 18' 37" e uma ascensão recta de 5 horas, 34 minutos e 01,1 segundos.
A galáxia NGC 1979 foi descoberta em 20 de Novembro de 1784 por William Herschel.